# RTCN Zygry
Radiowo-Telewizyjne Centrum Nadawcze Łódź/Zygry – 346-metrowy maszt nadawczy położony w Zygrach.
Maszt radiowy w Zygrach powstał w latach 1970-1975. Po runięciu 8 sierpnia 1991 masztu radiowego w Konstantynowie, maszt w Zygrach został trzecią pod względem wysokości budowlą w Polsce.

## Parametry[2]
- Wysokość posadowienia podpory anteny: 155 m n.p.m.
- Wysokość zawieszenia systemów antenowych: TV: 315 m n.p.t.

## Transmitowane programy

### Programy telewizyjne – cyfrowe
Stan na 23 maja 2022 roku
| Nazwa multipleksu | Częstotliwość (MHz) | Kanał | Moc (kW) | Polaryzacja | Charakterystyka promieniowania | Standard nadawania | Kompresja | Data uruchomienia nadajnika |
| ----------------- | ------------------- | ----- | -------- | ----------- | ------------------------------ | ------------------ | --------- | --------------------------- |
| MUX 1             | 674 MHz             | 46    | 100 kW   | pozioma (H) | kierunkowa (D)                 | DVB-T2             | HEVC      | 23 maja 2022                |
| MUX 2             | 666 MHz             | 45    | 60 kW    | pozioma (H) | kierunkowa (D)                 | DVB-T2             | HEVC      | 23 maja 2022                |
| MUX 3 (Łódź)      | 514 MHz             | 26    | 100 kW   | pozioma (H) | kierunkowa (D)                 | DVB-T2             | HEVC      | 23 maja 2022                |
| MUX 4             | 474 MHz             | 21    | 100 kW   | pozioma (H) | kierunkowa (D)                 | DVB-T2             | HEVC      | 25 kwietnia 2022            |
| MUX 6             | 498 MHz             | 24    | 100 kW   | pozioma (H) | kierunkowa (D)                 | DVB-T2             | HEVC      | 23 maja 2022                |
| MUX 8             | 205,5 MHz           | 9     | 25 kW    | pozioma (H) | kierunkowa (D)                 | DVB-T              | MPEG-4    | 1 sierpnia 2016             |

### Programy radioweDAB+[6]
| LP | Multipleks  | Częstotliwość | Kanał | Moc transmisji | Polaryzacja | Kierunkowość   | Właściciel         |
| -- | ----------- | ------------- | ----- | -------------- | ----------- | -------------- | ------------------ |
| 1  | MUX PR Łódź | 178,352 MHz   | 5C    | 16 kW          | pozioma (H) | kierunkowa (D) | Polskie Radio S.A. |

### Nienadawane analogowe programy telewizyjne
Programy telewizji analogowej wyłączono 20 maja 2013 r.
| LP | Program | Właściciel            | Częstotliwość | Kanał | Moc transmisji | Stereo NICAM |
| -- | ------- | --------------------- | ------------- | ----- | -------------- | ------------ |
| 1  | TVP1    | Telewizja Polska S.A. | 183,25 MHz    | 7     | 80 kW          | tak          |